# Dioscòrides Pedaci
Dioscòrides Pedaci o Pedani (en llatí: Dioscorides Pedacius o Pedanius, en grec antic: Διοσκορίδης Πεδάκιος o Πεδάνιος) va ser un metge, farmacòleg, botànic grec i autor de De Materia Medica (Περὶ ὕλης ἰατρικῆς, Sobre els materials de la medicina), una enciclopèdia grega de 5 volums sobre herbes medicinals i substàncies medicinals relacionades (una farmacopea), que es va llegir àmpliament durant més de 1.500 anys.
Va ser emprat com a metge a l'exèrcit romà.

## Biografia
Natural d'Anazarb, Cilícia, Àsia Menor, i era metge de professió. Va viure al segle i o segle ii, i com que Plini el vell no el menciona s'ha suposat que va ser una mica posterior a ell, però no se sap l'època ni l'edat exacta de Dioscòrides. Va viure a Roma probablement sota Hadrià. Era parent d'Artemidor Capit que també va editar a Hipòcrates i que també cita Galè.
Probablement, Dioscòrides va estudiar medicina a prop a l'escola de Tars, que tenia un èmfasi farmacològic, i va dedicar els seus llibres de medicina a Laecanius Arius, un metge d'allà. Va començar «Amb la teva insistència he reunit el meu material en cinc llibres, i et dedico el meu compendi en compliment d'un deute d'agraïment pels teus sentiments envers mi».
Tot i que diu que va servir a l'exèrcit romà, la seva farmacopea es refereix gairebé únicament a les plantes que es troben a la Mediterrània oriental de parla grega, per la qual cosa és poc probable que hagi servit en campanyes (o viatges) fora d'aquesta regió.
El nom Pedanius és romà, cosa que suggereix que un aristòcrata amb aquest nom el va patrocinar per convertir-se en ciutadà romà.

## De Materia Medica
Entre els anys 50 i 70 dC, Dioscòrides va escriure un llibre de cinc volums en el seu grec nadiu (en grec, Περὶ ὕλης ἰατρικῆς, Perì hylēs íatrikēs), conegut a l'Europa occidental més sovint pel seu títol llatí De Materia Medica (Sobre els materials de la medicina), que es va convertir en el precursor de totes les farmacopees modernes.
El llibre De Materia Medica va ser elaborat amb investigació directa i molta observació, i durant molt de temps va ser considerat el millor en remeis per les malalties. Fa una descripció de totes les medicines que es coneixien en aquell moment, i descriu unes sis-centes plantes medicinals, uns noranta minerals i al voltant de trenta substàncies d'origen animal, usades com a remeis. Les descripcions són breus, i de vegades no es pot identificar gaire bé a què es refereixen. L'obra, per la seva importància durant segles, ha estat motiu d'anàlisis, comentaris i crítiques, però en general se li atribueix una investigació pacient, i que els errors, més que culpa del talent de l'escriptor, eren fruit de l'imperfecte coneixement científic de l'època.
A més d'aquest tractat se li atribueixen Περὶ Δηλητηρίων Φαρμάκων, De Venenis; Περὶ Ἰοβόλων, De Venenatis Animalibus; Περὶ Ευ᾽πορίστων Ἁπλῶν τε καὶ Συνθέτων Φαρμάκων, De facile Parabilibus tam Simplicibus qnam Compositis Medicamentis, i algunes altres obres menors més dubtoses
A diferència de molts autors clàssics, les obres de Dioscòrides no van ser «redescobertes» en el Renaixement, perquè el seu llibre no havia sortit mai de la circulació; de fet, pel que fa a la matèria medica occidental durant l'època moderna primerenca, el text de Dioscòrides va eclipsar el corpus hipocràtic.

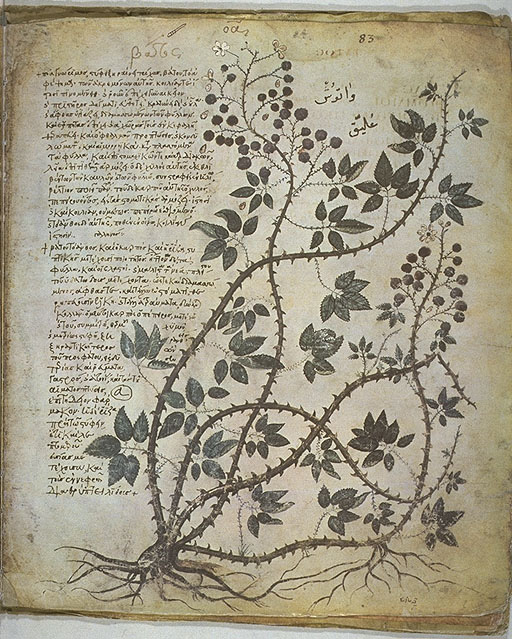
Manuscrit de Blackberry del segle VI. Dioscòrides de Viena
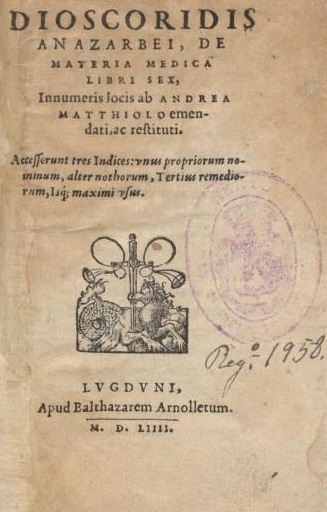
Portada d'una primera versió impresa de De Materia Medica, Lió, 1554

A l'època medieval va circular De Materia Medica en grec, així com la traducció al llatí i àrab.
Tot i que es va reproduir en forma manuscrita al llarg dels segles, sovint es complementava amb comentaris i petites addicions de fonts àrabs i índies. El comentari d'Ibn al-Baytar sobre De Materia Medica de Dioscòrides, titulat Tafsīr Kitāb Diāsqūrīdūs (تفسير كتاب دياسقوريدوس) ha estat utilitzat pels estudiosos per identificar molta de la flora esmentada per Dioscòrides.

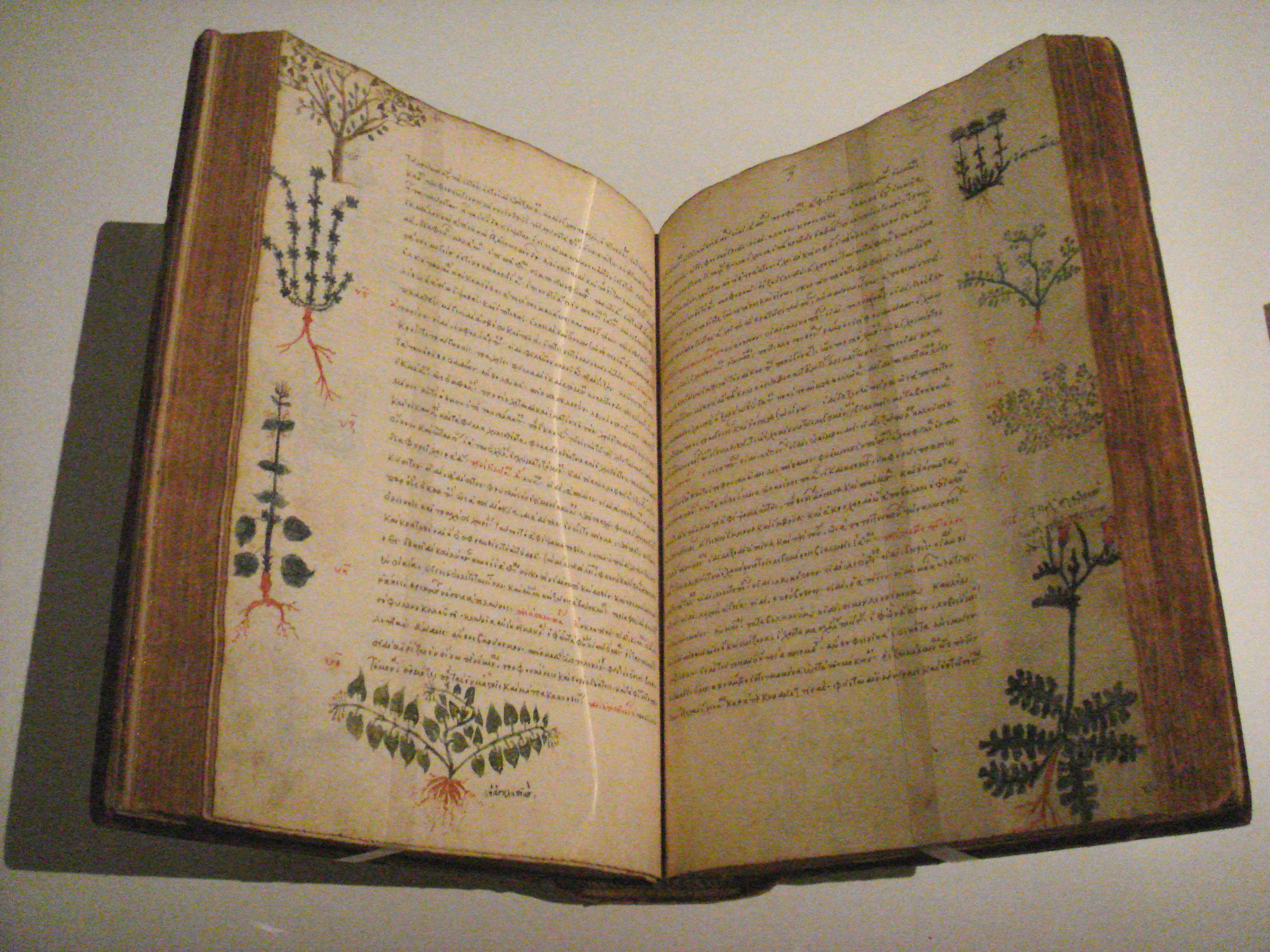
De Materia Medica, edició romana d'Orient. segle xv
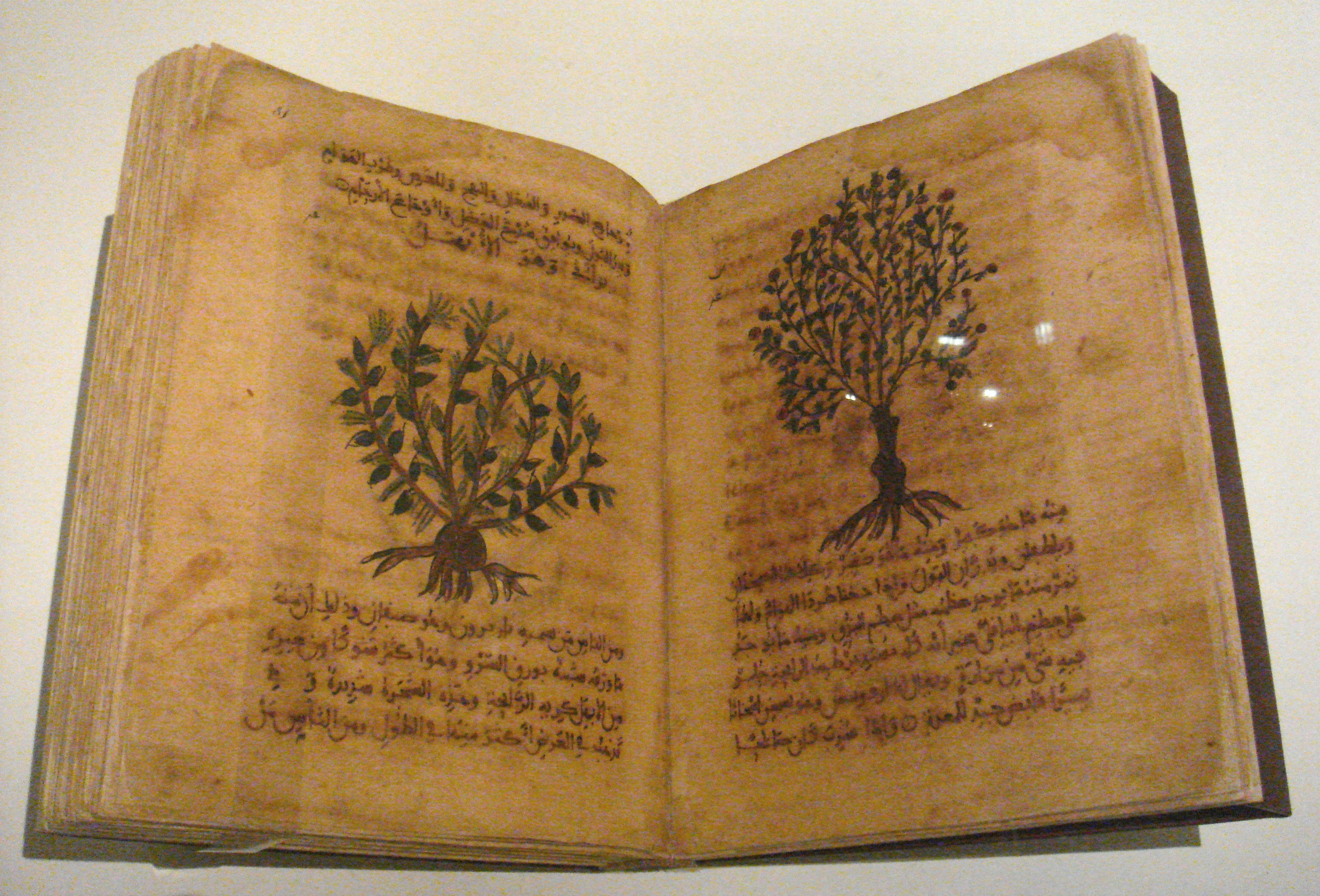
De Materia Medica en àrab, Espanya. Segle xii-xiii

Sobreviuen una sèrie de manuscrits il·lustrats de De Materia Medica. El més famós d'ells és el Dioscòrides de Viena, profusament il·lustrat, produït a Constantinoble el 512-513. Les còpies àrabs densament il·lustrades sobreviuen des dels segles xii i xiii, mentre que els manuscrits grecs sobreviuen avui als monestirs del Mont Athos.
De Materia Medica és la principal font històrica d'informació sobre els medicaments utilitzats pels grecs, romans i altres cultures de l'antiguitat. L'obra també registra els noms dacis, tracis, egipcis antics i nord-africans (cartaginesos) d'algunes plantes, que d'altra manera s'haurien perdut. L'obra presenta unes 600 plantes en total, tot i que les descripcions a vegades estan formulades de manera obscura, donant lloc a comentaris com: «Nombrosos individus des de l'edat mitjana han lluitat amb la identitat de les espècies recòndites», mentre que algunes de les identificacions botàniques de les plantes de Dioscòrides segueixen sent només suposicions

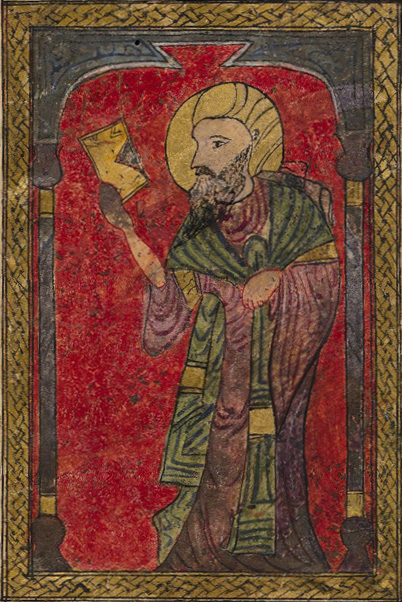
Dioscòrides tal com es mostra en una edició àrab de De Materia Medica del 1240
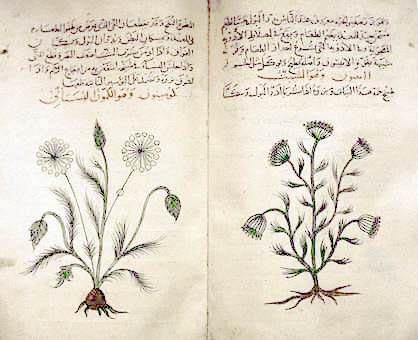
Comí i anet d'un llibre àrab senzill (ca. 1334) posterior a Dioscòrides (Museu Britànic)
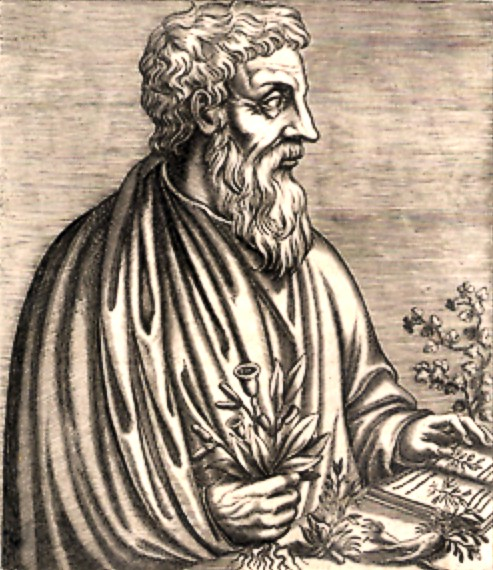
Representació posterior de Dioscòrides

De Materia Medica va formar el nucli de la farmacopea europea al llarg del segle xix, suggerint que «l'atemporalitat de l'obra de Dioscòrides va ser el resultat d'una tradició empírica basada en l'assaig i l'error; que va funcionar generació rere generació malgrat els canvis socials i culturals i canvis en la teoria mèdica».
El gènere de plantes Dioscorea, que inclou el nyam, va rebre el seu nom per Linné. Una papallona, l'Ampittia dioscorides, que es troba entre l'Índia fins al sud-est cap a Indonèsia i a l'est cap a la Xina, porta el seu nom.